# Croizatia panamensis
Croizatia panamensis är en emblikaväxtart som beskrevs av Grady Linder Webster. Croizatia panamensis ingår i släktet Croizatia och familjen emblikaväxter. Inga underarter finns listade i Catalogue of Life.